# Glenwood Landing
Glenwood Landing es un lugar designado por el censo (o aldea) ubicado en el condado de Nassau en el estado estadounidense de Nueva York. En el año 2000 tenía una población de 3.541 habitantes y una densidad poblacional de 1,388.3 personas por km². Glenwood Landing se encuentra dentro de los pueblos de Oyster Bay y North Hempstead.

## Geografía
Glenwood Landing se encuentra ubicada en las coordenadas 40°49′42″N 73°38′5″O / 40.82833, -73.63472. Según la Oficina del Censo, la ciudad tiene un área total de 2,6 km² (1 mi²), de la cual 2,6 km² (1 mi²) es tierra y 0 km² (0 mi²) (0.0%) es agua.

## Demografía
Según la Oficina del Censo en 2000 los ingresos medios por hogar en la localidad eran de $78,341, y los ingresos medios por familia eran $90,784. Los hombres tenían unos ingresos medios de $68,939 frente a los $35,833 para las mujeres. La renta per cápita para la localidad era de $33,689. Alrededor del 2.4% de la población estaban por debajo del umbral de pobreza.